# Bataille de Nouart
Guerre franco-prussienne
Batailles
- Chronologie de la guerre franco-prussienne de 1870
- Sarrebruck (08-1870)
- Wissembourg (08-1870)
- Forbach-Spicheren (08-1870)
- Wœrth (08-1870)
- Bitche (08-1870)
- Phalsbourg (08-1870)
- Borny-Colombey (08-1870)
- Strasbourg (08-1870)
- Mars-la-Tour (08-1870)
- Toul (08-1870)
- Gravelotte (08-1870)
- Metz (08-1870)
- Nouart (08-1870)
- Beaumont (08-1870)
- Noisseville (08-1870)
- Sedan (08-1870)
- Montmédy (09-1870)
- Soissons (09-1870)
- Siège de Paris et chronologie du siège (09-1870)
- Nompatelize (10-1870)
- Bellevue (10-1870)
- Châtillon (10-1870
- Châteaudun (10-1870)
- Buzenval (10-1870)
- Bourget (10-1870)
- Dijon (10-1870)
- Belfort (11-1870)
- La Fère (11-1870)
- Langres (11-1870)
- Bouvet et Meteor (navale) (11-1870)
- Coulmiers (11-1870)
- Thionville (11-1870)
- Châtillon-sur-Seine (11-1870)
- Villers-Bretonneux (11-1870)
- Beaune-la-Rolande (11-1870)
- Champigny (11-1870)
- Orléans (12-1870)
- Loigny (12-1870)
- Châteauneuf (12-1870)
- Beaugency (12-1870)
- Longeau (12-1870)
- l’Hallue (12-1870)
- Siège de Péronne (1871)
- Bapaume (01-1871)
- Villersexel (01-1871)
- Le Mans (01-1871)
- Héricourt (01-1871)
- Saint-Quentin (01-1871)
- Buzenval (01-1871)

La bataille de Nouart est un combat de la guerre franco-prussienne qui se déroule le 29 août 1870, dans les Ardennes française, voit la 46e brigade d’infanterie du XIIe corps royal de Saxe du prince Georges Ier vaincre le Ve corps de l'Empire français de Pierre Louis Charles de Failly.

## Préambule
Après avoir été vaincue dans la sanglante bataille de Gravelotte, le 18 août 1870, l'armée du maréchal Bazaine est assiégée dans Metz.
Le maréchal Mac-Mahon met alors sur pied son armée pour aider Bazaine. Pendant ce temps, le 23 août, les armées allemandes commencent leur marche sur Châlons. Les troupes de Mac-Mahon sont détectées trois jours plus tard, le 26 août. L'armée allemande reçoit alors l'ordre d’avancer vers le nord pour les rencontrer. La bataille de Buzancy (en) le 27 août voit la brigade de cavalerie de la 12e armée saxonne vaincre la cavalerie française. Craignant que les Allemands ne bloquent son avance, Mac-Mahon décide de se retirer à Mézières. Néanmoins, des ordres urgents obligent, le lendemain, Mac-Mahon à donner suite au plan initial pour délivrer Bazaine.
Les Allemands bloquent en effet l'armée de Mac-Mahon sur la Meuse, l'amenant à prendre un autre passage à Mouzon et Remilly.

## La bataille
Le 5e corps d'armée de l'armée de Châlons, dirigé par le général de Failly, traverse la Meuse à Mouzon.
Peu après avoir traversé le fleuve, après avoir avancé de quelques kilomètres, les escadrons de cavalerie essuient des tirs d'infanterie et d’artillerie lourde près des collines de Nouart. La cavalerie française s'enfuit des hauteurs puis retourne sur l'infanterie française qui panique également après avoir découvert que le XIIe corps royal de Saxe était entièrement déployé sur les collines. Le général de Failly dû arrêter son avance pour mettre en position l'infanterie et l'artillerie.
Les infanteries allemande et française s’approchant l'une de l’autre, se battent dans la petite vallée de Wiseppe tout l'après-midi. De violents combats d'infanterie et d'artillerie éclatent pendant la bataille, et les Saxons prennent l'avantage. 
Alors que leur intention initiale était simplement de perturber et de retenir les Français pendant une heure, les leçons tirées de la bataille de Gravelotte influencèrent la décision du prince Georges Ier  de tenter d'encercler les Français. 

Les victimes s'élèveraient à 600 hommes des deux côtés.
À la tombée de la nuit, les Français font une retraite de six heures à travers les bois jusqu'à Beaumont.

## Conséquences
La bataille de Nouart, correspond à un combat moins drastique qu'aux batailles de Buzancy (en) et d'Attigny qui permit d'alerter le maréchal de Mac-Mahon de la présence de forces allemandes. Le lendemain, général de Failly est vaincu à la bataille de Beaumont avec l’aide du 1er corps d'armée royal bavarois, et Mac-Mahon est forcé de se retirer à Sedan cette nuit-là. Là, son armée a finalement été assiégée et détruite quelques jours plus tard, conduisant à la capture de Napoléon III et mettant fin au Second Empire français.

## Sources et bibliographie
- Lieutenant-colonel Rousset, Histoire générale de la guerre franco allemande - 1870-1871, éditions Montgredien et Cie, 1900.
- Paul et Victor Margueritte, Histoire de la guerre de 1870-71, Éditions G. Chamerot.
- Général Niox, La guerre de 1870 - Simple récit, Librairie Ch. Delagrave, 1898.
- (en) George Bruce. Harbottle's Dictionary of Battles. (Van Nostrand Reinhold, 1981)  (ISBN 0-442-22336-6).